# Theridion uhligi
Theridion uhligi är en spindelart som beskrevs av Martin 1974. Theridion uhligi ingår i släktet Theridion och familjen klotspindlar. Inga underarter finns listade i Catalogue of Life.